# Université de Pont-à-Mousson
Le collège et université de Pont-à-Mousson était une institution jésuite d’enseignement secondaire supérieur et universitaire sise à Pont-à-Mousson, en Lorraine.  

## Histoire
Fondé en 1572 par le duc de Lorraine Charles III et son cousin cardinal de Lorraine. Immédiatement confié aux jésuites, le collège reçoit dès 1575 sa charte de fondation universitaire de Grégoire XIII. 
Lorsque les jésuites sont bannis du royaume de France, le pape Clément XIII écrit au roi Stanislas recommandant les jésuites de ses états à sa bienveillance. Mais le roi Stanislas meurt en 1766. La même année la Lorraine est rattachée au royaume de France. Deux ans plus tard, les jésuites en sont expulsés. En 1768, l'université est transférée à Nancy par édit royal de Louis XV.
Parmi les érudits les plus importants qui ont enseigné à l'Université de Pont à Mousson, on peut citer Jean Fourier, Nicolas Abram, Jacques Sirmond, Louis de Cressolles, Gaspar Schott, Jacques de Billy, Pierre Joseph Thoulier d’Olivet, Guillaume de Barclay et Fronton du Duc.

## Protection
Les façades sur la cour intérieure sont inscrites au titre des monuments historiques par arrêté du 29 octobre 1926.  
La porte du parloir est inscrite aux monuments historiques par arrêté du 28 avril 1947.

## Célébrités
- Jean Fourier (1559-1636), après y avoir étudié en a été le recteur;
- Pierre Fourier (1565-1640), prêtre augustin (cousin du précédent)
- Nicolas Abram
- Jacques Sirmond
- Louis de Cressolles
- Gaspar Schott
- Jacques de Billy
- Pierre-Joseph Thoulier d'Olivet
- Fronton du Duc